# Loma Prieta-skalvet 1989
Jordbävningen Loma Prieta, också känd som "Jordbävningen '89" ("Quake of '89") och som "World Series-jordbävningen", var en kraftig jordbävning som drabbade San Franciscobukten i Kalifornien den 17 oktober 1989, klockan 17:04 lokal tid. Jordbävningen, som orsakades av en strike-slip-förkastning längs San Andreasförkastningen, varade i 10–15 sekunder och uppmättes till 6,9 på momentmagnitudskalan (ytvågsmagnitud 7,1) eller 6,9 på Richterskalan. Skalvet dödade 63 personer i norra Kalifornien, och skadade 3 757 och lämnade omkring 3 000–12 000 människor hemlösa.
Jordbävningen ägde rum under uppvärmningsträningen för tredje matchen i World Series 1989, mellan Bay Areas båda Major League Baseball-lag, Oakland Athletics och San Francisco Giants. Tack vare sportbevakningen var detta den första stora jordbävningen i Amerika som fick sina första skälvningar direktsända på TV.